# Ulvophyceae
Ulvophyceae är en klass av grönalger, som främst finns i marina miljöer, men vissa grupper även i akvatiska och terrestra. Bålen kan vara membranliknande, trådformiga (både förgrenade och oförgrenade) eller rörformiga. Även encelliga former förekommer. Vissa medlemmar är sifonösa (coenocytiska), d.v.s. saknar mellanväggar. Algaebase listar för närvarande 522 arter i klassen.
Många välkända grönalger tillhör Ulvophyceae, till exempel havssallat Ulva lactuca, tarmalg Ulva intestinalis (tid. Enteromorpha intestinalis) och grönslick Cladophora, fransalg Urospora penicilliformis.
Ordningen Ulotrichales innehåller encelliga grönalger (till exempel Codiolum) liksom förgrenade och oförgrade trådformiga arter (till exempel Ulothrix) , samt bladliknande former (till exempel Monostroma). Algerna i denna ordning finns i såväl limniska som marina miljöer. Ordningen Ulvales innehåller både membranliknade former (till exempel havssallat Ulva lactuca) och rörformiga (till exempel tarmalg Ulva intestinalis). Ordningen Cladophorales innehåller många coenocytiska alger. Den vanligt förekommande grönslicken (Cladophora) är en förgrenat trådformig alg med både marina och limniska medlemmar. Ordningen Trentepohliales är en helt terrestriell grupp.. Trentepohlia är en vanlig algkomponent i lavar men kan också växa frilevande på till exempel trädstammar. Den marina ordningen Dasycladales innehåller bland annat modellorganismen Acetubularia. Svamptången (Codium) som även finns i svenska vatten, tillhör ordningen Bryopsidales. Den tropiska algen är Ventricaria, som är vanlig vid korallrev, räknas ibland till ordningen Cladophorales  eller till en egen klass.

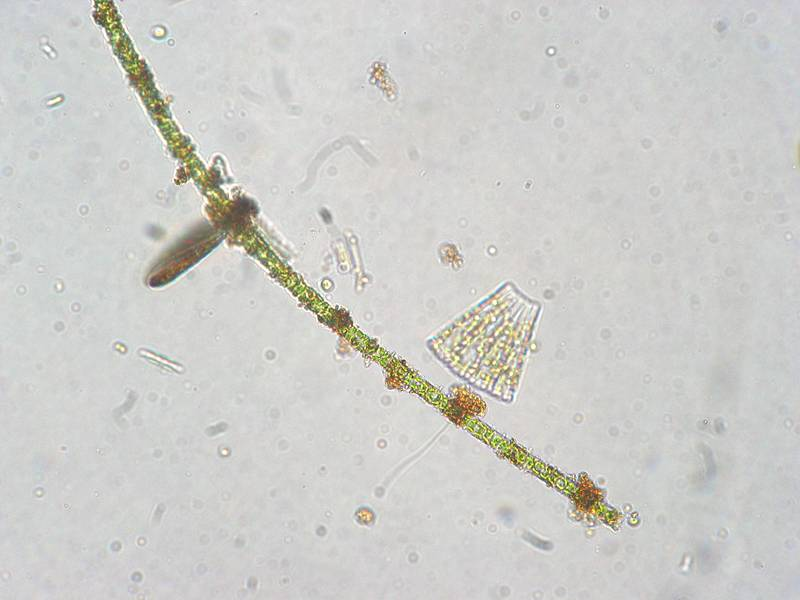
Ulotrix
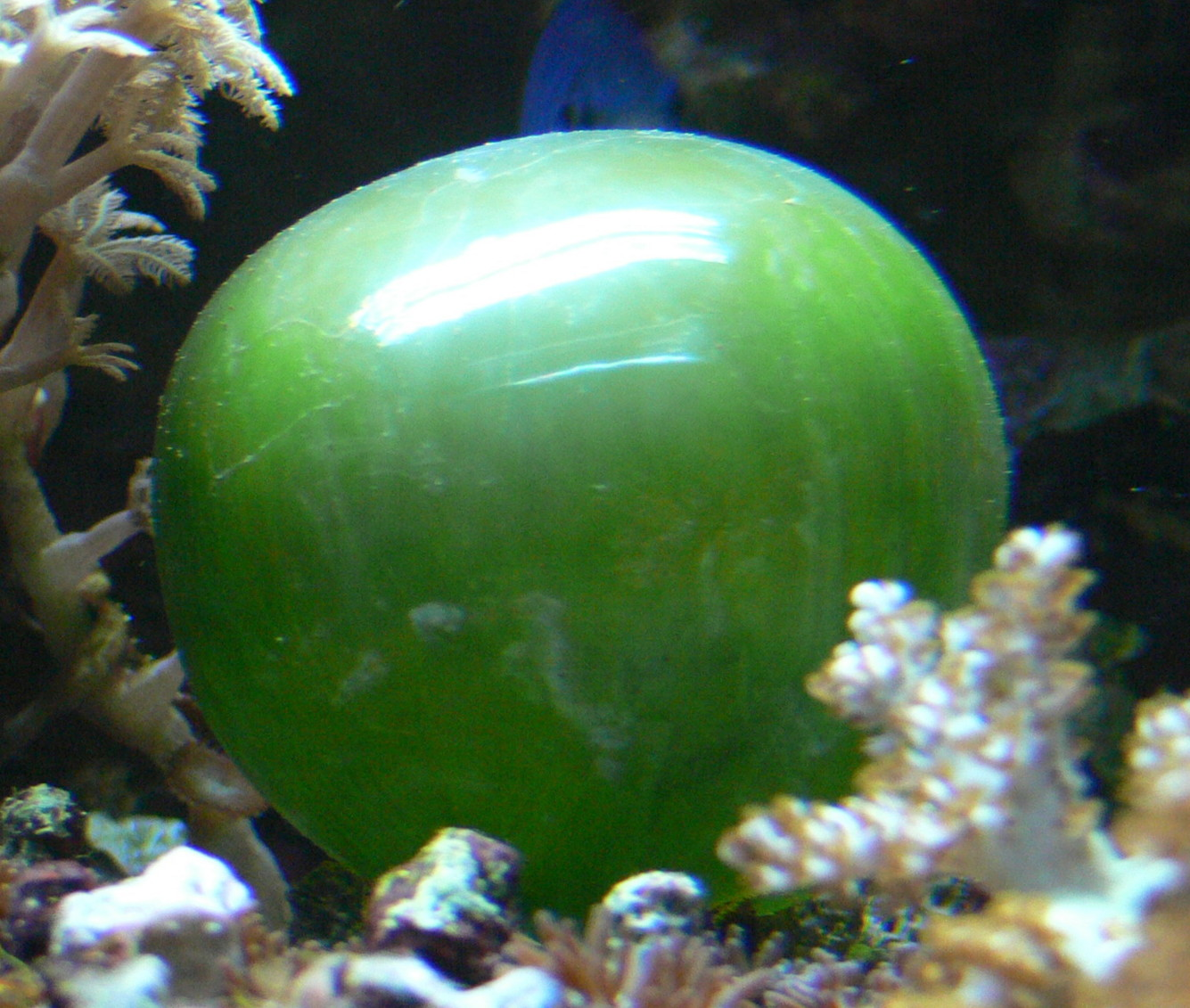
Ventricaria
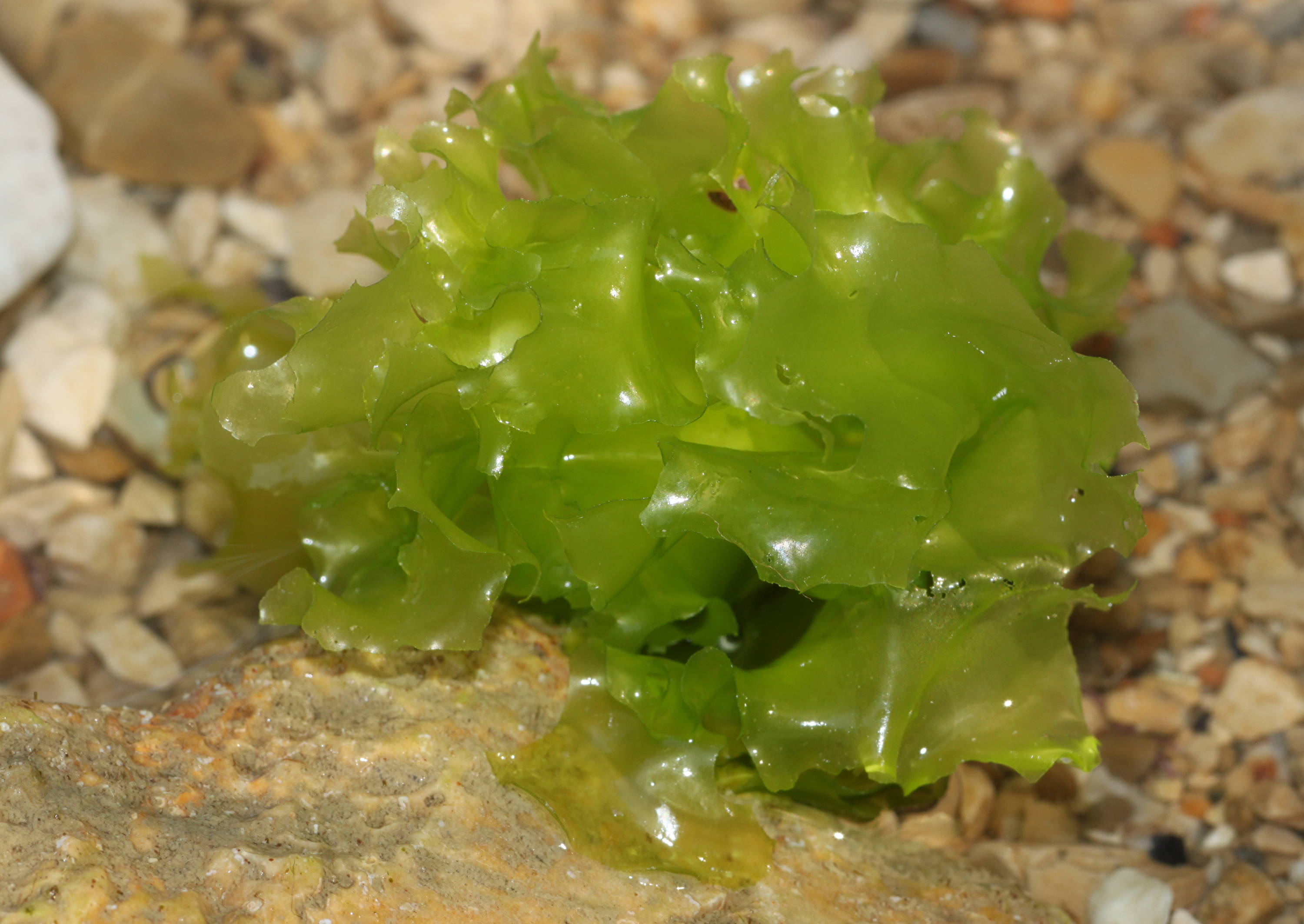
Havssallat
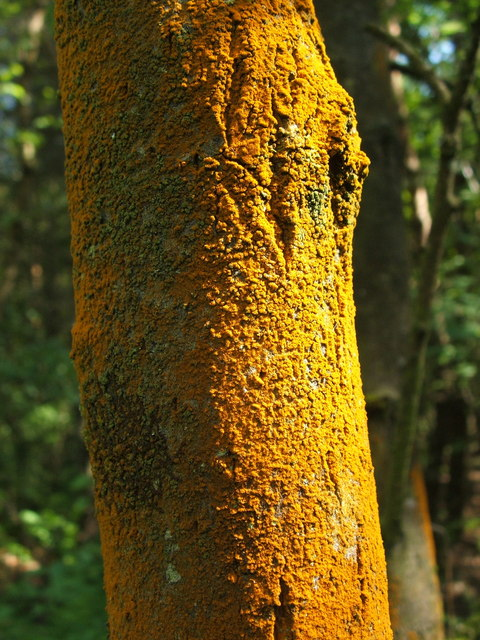
Trentepohlia

Livscykeln hos Ulvophyceae varierar markant beroende på ordning. Hos de flesta grupperna är livscykeln emellertid diplobiontisk, vilket innebär en typ generationsväxling med både sporofyter och frilevande gametofyter, vilket kan kontrasteras mot övriga grönalgsklasser med huvudsakligen haplontiska livscykler. Generationsväxlingen förekommer hos bland annat Ulvales och Cladophorales, ibland med isomorfa sporofyt- och gametofytgenerationer som hos havssallat, Ulva. Hos andra alger i klassen Ulvophyceae förekommer generationsväxling med heteromorfa generationer.

Livscykeln hos Acetabularia